# 日本の漫画作品一覧 は行
あ行 |
か行 |
さ行 |
た行 |
な行 |
は行 |
ま行 |
や行 |
ら行 |
わ行 |
読切 |
日本の漫画作品一覧 は行（にほんのまんがさくひんいちらん はぎょう）は、日本の漫画作品のうち、は行に分類される作品の一覧である。

## は
- ハーイあっこです（みつはしちかこ、朝日新聞）
- はーいステップジュン（大島やすいち、マガジンSPECIAL）
- バーコードファイター（小野敏洋、コロコロコミック）
- バーサスアース（原作：一智和智、作画：渡辺義彦、週刊少年チャンピオン）
- VERSION（坂口尚、コミックトム）
- バージンブルー（井沢陽子、なかよし）
- パーツのぱ（藤堂あきと、週刊アスキー）
- バーテンダー（原作：城アラキ、作画：長友健篩、スーパージャンプ）
- HEART（高田りえ、少女コミック）
- パート怪人 悪キューレ（ヨコシマン、コミック・ガンボ）
- ハートカクテル（わたせせいぞう、モーニング）
- HEART GEAR（タカキツヨシ、少年ジャンプ+）
- ハートキャッチいずみちゃん（遠山光、月刊少年マガジン）
- はあとシグナル（八木ちあき、なかよし）
- パートナー（小花美穂、りぼん）
- PARTNER（名香智子、プチコミック）
- ハートにタンブリング（望月玲子、FEEL YOUNG）
- ハートブレイクパパ（吉田聡、ミスターマガジン）
- ハードボイルドに愛されたい（真神れい）
- BIRDMEN（田辺イエロウ、週刊少年サンデー）
- バーバーハーバー（小池田マヤ、モーニング）
- パーフェクティーチャー（大熊良、週刊少年チャンピオン）
- PERFECT TWIN（きたがわ翔、週刊ヤングジャンプ）
- PARマンの情熱的な日々（藤子不二雄A、ジャンプスクエア）
- PALM（獸木野生、月刊ウィングス）
- ハーメルンのバイオリン弾き（渡辺道明、月刊少年ガンガン）
- ハーメルンのバイオリン弾き〜シェルクンチク〜（渡辺道明、ヤングガンガン）
- Harlem Beat（西山優里子、週刊少年マガジン）
- ハーレムビートは夜明けまで（高嶋上総、月刊Asuka）
- BARレモン・ハート（古谷三敏、漫画アクション）
- ハイエナ小町（中村かなこ、別冊少女コミック）
- BIOMEGA（弐瓶勉、週刊ヤングマガジン→ウルトラジャンプ）
- バイオレンスアクション（原作：沢田新、作画：浅井蓮次、やわらかスピリッツ）
- バイオレンスジャック（永井豪とダイナミックプロ、週刊少年マガジン→月刊少年マガジン→週刊漫画ゴラク）
- ハイガクラ（高山しのぶ、コミックZERO-SUM増刊WARD）
- はいからさんが通る（大和和紀、週刊少女フレンド）
- High球!いんぷれっしょん（真三月司、月刊少年ガンガン）
- ハイキュー!! (古舘春一、週刊少年ジャンプ）
- バイクメ〜ン（望月峯太郎、週刊ヤングマガジン）
- ハイサイ!甲子園 〜島人が燃えた1958年〜（原作：市田実、漫画：高田靖彦、ビッグコミックオリジナル）
- ハイスコアガール（押切蓮介、ヤングガンガン）
- ハイスクール!奇面組（新沢基栄、週刊少年ジャンプ）
- ハイスクールD×D（原作：石踏一榮、作画：みしまひろじ、別冊 ちょこドラ。→月刊ドラゴンエイジ）
- ハイスクールD×D アーシア&小猫 ヒミツのけいやく!?（原作：石踏一榮、作画：ヒロイチ、月刊ドラゴンエイジ、エイジプレミアム、ドラゴンマガジン）
- ハイスクールD×D アクマのおしごと（原作：石踏一榮、作画：粗製SODA、エイジプレミアム）
- HIGH SCORE（津山ちなみ、りぼん）
- 高速エイジ（左近堂絵里、Wings）
- 配達あかずきん（久世番子、Wings）
- バイトくん（いしいひさいち、日刊アルバイト情報）
- バイトでウィザード（原作：椎野美由貴、作画：佐伯淳一、ビーンズエース）
- 牌賊! オカルティ（片山まさゆき、近代麻雀）
- パイナップルARMY（原作：工藤かずや、作画：浦沢直樹、ビッグコミックオリジナル）
- パイナップルみたい♥（竹本泉、なかよし）
- ハイパーあんな（近藤るるる、アスキーコミック→コミックビーム）
- はいぱー少女 ウッキー!（むんこ、まんがタウン）
- 超戦士ガンダム野郎（原案・監修：大河原邦男、原作：クラフト団、漫画：やまと虹一、コミックボンボン）
- はいぱーぽりす（MEE、月刊ドラゴンマガジン）
- ハイパーレストラン（たかなし霧香作、月刊少年ギャグ王）
- ばいばいサラダ（響理奈、なかよし）
- ハイヒールCOP（大和和紀）
- ハイファイクラスタ（後藤逸平、週刊少年ジャンプ）
- Hybrid Child（中村春菊、BE×BOY GOLD）
- ハイメと臓器姫（原作：千賀史貴、作画：鉄田猿児）
- 売約済みの女神さま（蛇足せんたろう、月刊キスカ）
- ハイリスクミッションセラピー（仲島歩、少年ジャンプ+）
- ハイリスクみらくる（吉谷やしよ、まんがタイムきらら・まんがタイムきららキャラット）
- バウ（テリー山本、ビッグコミックスペリオール）
- バウンサー（みずたまこと、別冊ヤングチャンピオン）
- バウンティハンター（原作：荒木秀一、作画：中祥人、週刊コミックバンチ）
- 覇王大系リューナイト（伊東岳彦、Vジャンプ）
- 南風!BunBun（米原秀幸、週刊少年チャンピオン）
- 覇王・愛人（新條まゆ、少女コミック）
- 覇王伝説 驍（島崎譲、週刊少年マガジン）
- 牌王伝説ライオン（志名坂高次、近代麻雀オリジナル）
- バオー来訪者（荒木飛呂彦）
- 破壊王ノリタカ!（原作：村田ひでお、作画：刃森尊、週刊少年マガジン）
- 破壊神マグちゃん（上木敬、週刊少年ジャンプ）
- バカイチ（ハロルド作石、週刊ヤングマガジン）
- 破壊魔定光（中平正彦、ウルトラジャンプ）
- バカ姉弟（安達哲、週刊ヤングマガジン）
- 博士と助手高生（若狭たけし、週刊コミックバンチ）
- ハカセのセカイ（ハラヤヒロ、コミックバーズ）
- バガタウェイ（古日向いろは、月刊コミックブレイド）
- 博多っ子純情（長谷川法世、WEEKLY漫画アクション）
- バカとテストと召喚獣（原作：井上賢二、キャラクター原案：葉賀ユイ、作画：まったくモー助・夢唄、月刊少年エース）
- 鋼-HAGANE-（神崎将臣、ヤングマガジンアッパーズ）
- 鋼の錬金術師（荒川弘、月刊少年ガンガン）
- バカバカしいの!（ガモウひろ椎野、週刊少年ジャンプ）
- PAKA PAKA ブギ（さいとうしげき、週刊コミックバンチ）
- バガボンド（原作：吉川英治、作画：井上雄彦、週刊モーニング）
- バキ外伝 烈海王は異世界転生しても一向にかまわんッッ（原案：板垣恵介、原作：猪原蔡、漫画：陸井栄史、月刊少年チャンピオン）
- 白亜紀恐竜奇譚 竜の国のユタ（所十三、週刊少年チャンピオン）
- 白衣な彼女（たかの宗美、みこすり半劇場）
- 爆音列島（髙橋ツトム、月刊アフタヌーン）
- ばくおん!!(おりもとみなま、月刊ヤングチャンピオン烈)
- 爆球Hit! クラッシュビーダマン（倉谷友也、月刊コロコロコミック）
- 爆球連発!!スーパービーダマン（今賀俊、月刊コロコロコミック・別冊コロコロコミック）
- 爆笑戦士! SDガンダム（佐藤元、コミックボンボン）
- BUGS -捕食者たちの夏-（原作：七月鏡一、作画：藤原芳秀、週刊ヤングサンデー）
- 白星のギャロップ（西連助）
- 爆走!艶歌 紅美兎（夢来鳥ねむ、月刊電撃コミックガオ!）
- 爆走兄弟レッツ&ゴー!!（こしたてつひろ、月刊コロコロコミック）
- 爆転シュート ベイブレード（青木たかお、月刊コロコロコミック）
- 爆転HERO ブレーダーDJ（おおせよしお、月刊コロコロコミック）
- バクト（志名坂高次、ヤングキング）
- 白 NEXT GENERATION（渋沢サツキ、近代麻雀）
- ばくはつ大将（辻なおき、週刊ぼくらマガジン）
- 爆発ディナーショー（江口寿史、weekly漫画アクション）
- ハクバノ王子サマ（朔ユキ蔵、ビッグコミックスピリッツ）
- 白馬の少女（わたなべまさこ、少女ブック）
- バクマン。（原作：大場つぐみ、作画：小畑健、週刊少年ジャンプ）
- ハクメイとミコチ（樫木祐人、ハルタ）
- ばくめし!（土山しげる、週刊漫画ゴラク）
- 白竜（原作：天王寺大、作画：渡辺みちお、週刊漫画ゴラク）
- 浮浪雲（ジョージ秋山、ビッグコミックオリジナル）
- 爆裂機甲天使クロスレンジャー（松沢夏樹、月刊少年ガンガン）
- 爆れつハンター（原作：あかほりさとる、作画：臣士れい、コミックコンプ→電撃コミックガオ!）
- 妖逆門（田村光久、原案：藤田和日郎、週刊少年サンデー）
- バケツでごはん（玖保キリコ、ビッグコミックスピリッツ）
- 化け猫あんずちゃん（いましろたかし、コミックボンボン）
- 化物語（原作：西尾維新、作画：大暮維人、週刊少年マガジン）
- バケルくん（藤子・F・不二雄、小学館の学年誌・コロコロコミック）
- 派遣社員 松島喜久治（ふじにはるか、コミックアルファ→まんがタイムオリジナル）
- 派遣戦士 山田のり子（たかの宗美、まんがタウン、まんがタウンオリジナル、等）
- 派遣です!（おおた綾乃、まんがタイムファミリー等）
- 箱入りデビルプリンセス（原作：松本真・作画：ネツマイカ、月刊コミックラッシュ）
- はこぶね白書（藤野もやむ、月刊コミックブレイド）
- 羽衣ミシン（小玉ユキ、月刊flowers）
- ハザマノウタ（介錯、ガンガンパワード）
- BASARA（田村由美、別冊少女コミック）
- パサラちゃん（竹田エリ、別冊ヤングジャンプ・漫革）
- ぱじ（村上たかし、週刊ヤングジャンプ）
- はじけて!ザック（井上大助、コミックボンボン）
- はじめ×くろす（寺本薫、まんがライフWIN）
- はじめちゃんが一番!（渡辺多恵子、別冊少女コミック）
- はじめてのあく（藤木俊、週刊少年サンデー）
- はじめてのおつきあい（椎名高志）
- はじめての甲子園（火村正紀、月刊少年ガンガン）
- はじめの一歩（森川ジョージ、週刊少年マガジン）
- パジャマな彼女。（濱田浩輔、週刊少年ジャンプ）
- バジリスク 〜甲賀忍法帖〜（原作：山田風太郎、作画：せがわまさき、ヤングマガジンアッパーズ）
- バジリスク 〜桜花忍法帖〜（原作：山田風太郎、キャラクター原案：せがわまさき、漫画：シヒラ竜也、週刊ヤングマガジン）
- バシリスの娘（さいとうちほ、プチコミック）
- BUSTER KEEL!（坂本憲司郎、月刊少年ライバル）
- BASTARD!! -暗黒の破壊神-（萩原一至、週刊少年ジャンプ→ウルトラジャンプ）
- ぱすてる（小林俊彦、週刊少年マガジン→マガジンSPECIAL）
- ぱすてると〜ん通信（わかつきめぐみ、LaLa大増刊・LaLaスペシャルWendy・LaLaスペシャルCindy）
- パスポート・ブルー（石渡治、週刊少年サンデー）
- バスルームのペペン（川西ノブヒロ、週刊ヤングジャンプ）
- パズルゲーム☆はいすくーる（野間美由紀、花とゆめ）
- PUZZLE+（菅野マナミ、コミックブレイドMASAMUNE）
- 外れたみんなの頭のネジ（洋介犬、GANMA!）
- はずんでキャッチ（富所和子、ぴょんぴょん）
- パソ犬モニ太（唐沢なをき、読売新聞夕刊）
- バタアシ金魚（望月峯太郎、ヤングマガジン）
- ハダカ侍（サダタロー、コミックボンボン）
- 裸足でバラを踏め（上田倫子、マーガレット）
- はだしの王女マリエッタ（牧村ジュン、なかよし）
- はだしのゲン（中沢啓治）
- バタフライ（相川有、コミックバーズ）
- 働かないふたり（吉田覚、くらげバンチ）
- 働きマン（安野モヨコ、モーニング）
- はたらく細胞(清水茜、月刊少年シリウス)
- はたらくねこ（渡辺電機(株)、ファミ通Bros.）
- 働け!! モトレンジャー!!（珠月まや、FlexComixブラッド）
- パタリロ!（魔夜峰央、花とゆめ、別冊花とゆめ）
- 8畳カーニバル（よしづきくみち、週刊少年マガジン）
- パチスロ貴族 銀（浅井健吾、ヤングキング）
- HACHI -東京23宮-（西義之、週刊少年ジャンプ）
- バチバチ（佐藤タカヒロ、週刊少年チャンピオン）
- ハチミツとクローバー（羽海野チカ、CUTiEcomic、YOUNG YOU、コーラス)
- はちみつの花（木内たつや、ザ花とゆめ）
- はちゅねミクの日常 ろいぱら!（おんたま、月刊コンプエース）
- ハチワンダイバー（柴田ヨクサル、週刊ヤングジャンプ）
- ぱちん娘。（若林稔弥、DMMぱちタウン）
- バツ&テリー（大島やすいち、週刊少年マガジン）
- ハツカネズミの時間（冬目景、モーニング→月刊アフタヌーン）
- ハツカレ（桃森ミヨシ、マーガレット）
- ハックス!（今井哲也、月刊アフタヌーン）
- Back Street Girls（ジャスミン・ギュ、週刊ヤングマガジン）
- 八犬伝（碧也ぴんく、コミックGENKi）
- 八犬伝―東方八犬異聞―（あべ美幸、エメラルド）
- はつ恋サマーロマネスク（藤実リオ、ちゃお）
- 初恋指南（やぶうち優、ChuChu）
- 初恋姉妹（脚本：駒尾真子、キャラクター原案：ひびき玲音、漫画：東雲水生、百合姉妹→コミック百合姫）
- 初恋スキャンダル（尾瀬あきら、少年ビッグコミック）
- 初恋スタートライン（峡塚のん、なかよし）
- 初恋ゾンビ（峰浪りょう、週刊少年サンデー）
- ハツコイと太陽（木下ほのか、りぼん）
- 初恋ランチボックス（企画協力・レシピ：SHIORI、漫画：小鷹ナヲ）
- 初恋限定。（河下水希、週刊少年ジャンプ）
- 爆骨少女ギリギリぷりん（柴山薫、月刊少年ジャンプ、月刊少年ジャンプオリジナル、月刊少年ジャンプ極上）
- Vassalord.（黒乃奈々絵、コミックブレイドZEBEL→コミックブレイドアヴァルス）
- 初情事まであと1時間（ノッツ、月刊コミックフラッパー）
- ハッスル（一色まこと、ビッグコミックスピリッツ）
- バッテリー（かわぐちかいじ、週刊ヤングサンデー）
- ばっどがーる（肉丸、まんがタイムきららキャラット）
- BAD COMPANY（藤沢とおる、週刊少年マガジン）
- BADBOYS（田中宏、ヤングキング）
- BUD BOY（市東亮子）
- BADBOYS グレアー（田中宏、ヤングキング）
- パットマンX（ジョージ秋山、週刊少年マガジン）
- BATMAN CHILD OF DREAMS（麻宮騎亜、月刊マガジンZ）
- はっぱ64（山本直樹、ビッグコミックスピリッツ）
- Happy!（浦沢直樹、ビッグコミックスピリッツ）
- ハッピー!（波間信子、BE・LOVE）
- ハッピーシュガーライフ（鍵空とみやき、月刊ガンガンJOKER）
- ハッピー・タンポポ（室山まゆみ、小学館の学習雑誌）
- ハッピーとれいるず!（荒井チェリー、まんがタイムきららキャラット）
- ハッピープロジェクト（落合ヒロカズ、週刊少年マガジン）
- ハッピィ★ボーイズ（立野真琴、月刊ウィングス）
- ハッピーマニア（安野モヨコ、FEEL YOUNG）
- はっぴぃママレード。（北条晶、まんがタイムファミリー）
- Happy World!（竹下堅次朗、ウルトラジャンプ）
- 八百八町表裏 化粧師（石ノ森章太郎、ビッグコミック）
- 発明軍人 イッシン（阿部秀司、週刊少年チャンピオン）
- はつめいプリンセス（くまがい杏子、少女コミック）
- パティシエール!（野広実由、まんがタイムファミリー・まんがタイムジャンボ）
- バディストライク（KAITO、週刊少年ジャンプ）
- ハデー・ヘンドリックス物語（漫☆画太郎、週刊ヤングジャンプ）
- 破天荒遊戯（遠藤海成、月刊G－ファンタジー、ZERO-SUM）
- バドガール（朝吹まり、りぼん）
- パト犬（片倉・狼組・政憲、ジャンプスクエア）
- ハトシェプスト（山岸凉子、セリエミステリー）
- ハトのおよめさん（ハグキ、月刊アフタヌーン）
- ハトのハト子（たかの宗美、まんがくらぶオリジナル）
- 鳩町まめっこイグニッションズ（櫻太助、まんがタイムきららキャラット）
- ハトよ天まで（手塚治虫、サンケイ新聞）
- パトラと鉄十字（真鍋譲治、月刊キスカ）
- バトルクラブ（塩崎雄二、ヤングキング）
- バトルストーリー ロックマンエグゼ（原作：けいじま潤、作画：あさだみほ、小学二年生・小学三年生・小学四年生）
- バトル・ロワイアル（原作：高見広春、作画：田口雅之、ヤングチャンピオン）
- 花右京メイド隊（もりしげ、月刊少年チャンピオン）
- 鼻兎（小林賢太郎、ヤングマガジンアッパーズ）
- 花冠の竜の姫君（中山星香、プリンセスGOLD）
- パナケイアの手（松本救助、ヤングアニマル）
- ハナコ@ラバトリー（原作：施川ユウキ、作画：秋★枝、月刊コミックラッシュ）
- 花子と寓話のテラー（えすのサカエ、月刊少年エース）
- 花衣夢衣（津雲むつみ、YOU）
- 花さか天使テンテンくん（小栗かずまた、週刊少年ジャンプ）
- 花ざかりの君たちへ（中条比紗也、花とゆめ）
- 花咲きKomachi-Girls（奥谷かひろ、コミックPocke）
- 花咲ける青少年（樹なつみ、LaLa）
- 花巡礼（河惣益巳、花とゆめ）
- 花園のヒ・ミ・ツ（有沢遼、なかよし）
- 花田少年史（一色まこと、ミスターマガジン）
- 花橘の香を髪に（森村愛美、広瀬宝子、なかよし）
- 華中華（原作：西ゆうじ、作画：ひきの真二、ビッグコミック）
- はなったれBoogie（一色まこと、週刊少年ジャンプ）
- 花と悪魔（音久無、花とゆめ）
- 花と狼の帝国（TEAM D.O.C、セリエミステリー）
- 花と奥たん（高橋しん、ビッグコミックスピリッツ）
- 花とハリネズミ（ヤマダ、ガンガンONLINE）
- ハナとヒナは放課後（森永みるく、コミックハイ!、月刊アクション）
- 花とみつばち（安野モヨコ、週刊ヤングマガジン）
- BANANA FISH（吉田秋生、別冊少女コミック）
- 花のあすか組!（高口里純、あすか）
- 花野井くんと恋の病（森野萌、デザート）
- 花のち晴れ〜花男 Next Season〜（神尾葉子、少年ジャンプ+）
- ハナビちゃんは遅れがち（白金らんぷ、コミプレ）
- はなまるスキップ（みくるん、まんがタイムきらら）
- はなまる幼稚園（勇人、ヤングガンガン）
- 花やか梅ちゃん（師走冬子、まんがタウンオリジナル）
- ハナヤマタ（浜弓場双、まんがタイムきららフォワード）
- 花より男子（神尾葉子、マーガレット）
- ハニー（目黒あむ、別冊マーガレット）
- Honey Hunt（相原実貴、Cheese!）
- HoneyBlue（花見沢Q太郎、ヤングキング）
- PUNISHER（佐渡川準、週刊少年チャンピオン）
- ぱにぽに（氷川へきる、月刊Gファンタジー）
- はにめろ。（ふるかわしおり、ジャンプスクエア）
- はねバド!（濱田浩輔、good!アフタヌーン）
- Papa told me（榛野なな恵、YOUNG YOU）
- パパとわたしと隕石と（おおうちえいこ、なかよし）
- パパムパ（もち、月刊ステンシル）
- パパリンコ物語（江口寿史、ビッグコミックスピリッツ）
- ハピネス（押見修造、別冊少年マガジン）
- はぴはぴクローバー（竜山さゆり、ちゃお）
- バビブベボブボブ!!さっぷくん（重岡秀満、コロコロコミック）
- はぴぷり（高河ゆん、はなまるきっず）
- はぴまり〜Happy Marriage!?〜（円城寺マキ、プチコミック）
- バビル2世（横山光輝、週刊少年チャンピオン）
- バビロンまでは何光年?（道満晴明、ヤングチャンピオン烈）
- パフェちっく!（ななじ眺、マーガレット）
- バブルガムくらぶ（佐藤まり子、なかよし）
- ハムスターの研究レポート（大雪師走、コミック・モエ、メロディ、silky）
- はやて×ブレード（林家志弦、ウルトラジャンプ）
- ハヤテのごとく!（畑健二郎、週刊少年サンデー）
- 羽山先生と寺野先生は付き合っている（黄井ぴかち、コミック百合姫）
- バラ色の明日（いくえみ綾、別冊マーガレット）
- 薔薇色myハニー（大海とむ、プチコミック）
- パラソルヘンべえ（藤子不二雄A、ヒーローマガジン）
- パラダイス学園（川原正敏、月刊少年マガジン）
- パラダイスカフェ（ひうらさとる、なかよし）
- Paradise Kiss（矢沢あい、Zipper）
- パラダイスレジデンス（藤島康介、good!アフタヌーン→月刊アフタヌーン）
- ハラハラドキドキ（清野とおる、週刊ヤングジャンプ）
- 腹ペコのマリー（田村隆平、週刊少年ジャンプ）
- ぱられる（小林俊彥、マガジンSPECIAL）
- パラレルパラダイス（岡本倫、週刊ヤングマガジン）
- バランスポリシー（吉富昭仁、チェンジH、トランススイッチ）
- ハリガネサービス（荒達也、週刊少年チャンピオン）
- バリスタ（原作・原案：花形怜、漫画：むろなが供未、週刊漫画TIMES）
- ハリスの旋風（ちばてつや、週刊少年マガジン）
- バリハケン（鈴木信也、週刊少年ジャンプ）
- バリバリ伝説（しげの秀一、週刊少年マガジン）
- パリピ孔明（原作：四葉夕ト、作画：小川亮、コミックDAYS）
- HAL (あさりよしとおの漫画)（あさりよしとお、COMIC GUM）
- HAL (牧野あおいの漫画)（牧野あおい、りぼんファンタジー）
- はるうらら（たかまつやよい、月刊まんがタウンオリジナル）
- はるか17（山崎さやか、週刊モーニング）
- はるか遠き国の物語（碧ゆかこ、月刊プリンセス）
- はるかなる甲子園 駆けろ!大空（かとうひろし、コロコロコミック）
- はるかなるレムリアより（高階良子、なかよし）
- ハルシオン・ランチ（沙村広明、good!アフタヌーン）
- ハルと魔法のカギ（原作：武内昌美、作画：白雪バンビ、ちゃお）
- ハルノクニ（原作：浜中明、作画：中道裕大、週刊少年サンデー）
- 春の呪い（小西明日翔、コミックZERO-SUM）
- 春ふたつ（たておか夏希、なかよし）
- バレーボール使い 郷田豪（高橋一郎、週刊少年ジャンプ）
- ハレルヤオーバードライブ!（高田康太郎、ゲッサン）
- バレンタイン行進曲（福原ふみよ、なかよし）
- ハレンチ学園（永井豪、週刊少年ジャンプ）
- はるお嬢さま、恋のお時間です!（中原杏、ちゃお）
- はろー!マイベイビー（かわだ志乃、ちゃお）
- パロパロ（宇土まんぶ、週刊少年ジャンプ）
- バロム・1（さいとう・たかを、週刊ぼくらマガジン）
- ぱわふる☆チアーズ!!（小坂まりこ、ちゃお）
- パンク・ポンク（たちいりハルコ、小学三年生、小学四年生、小学五年生、ぴょんぴょん）
- HUNGRY JOKER（田畠裕基、週刊少年ジャンプ）
- ハングリーハート WILD STRIKER（高橋陽一、週刊少年チャンピオン）
- ばんざい先生（いがらしゆみこ、なかよし）
- ハンサムな彼女(吉住渉、りぼん)
- 半熟忍法帳（新山たかし、月刊少年ギャグ王）
- HAND'S -ハンズ-（板倉雄一、週刊少年ジャンプ）
- ハンター・キャッツ（あろひろし、月刊少年キャプテン）
- HUNTER×HUNTER（冨樫義博、週刊少年ジャンプ）
- ハンツー×トラッシュ（こばやしひよこ、週刊ヤングマガジン）
- パンでPeace!（emily、コミックキューン）
- はんどすたんど!（有馬、まんがタイムきららMAX）
- PandoraHearts（望月淳、月刊Gファンタジー）
- バンパイヤ（手塚治虫、週刊少年サンデー、少年ブック）
- 吸血姫美夕（垣野内成美、サスペリア）
- 吸血姫夕維（垣野内成美、サスペリア）
- バンビ〜ノ!（せきやてつじ、ビッグコミックスピリッツ）
- BAMBOO BLADE（原作：土塚理弘、作画：五十嵐あぐり、ヤングガンガン）
- BAMBOO BLADE B（土塚理弘&スタジオねこ、月刊少年ガンガン）
- パンプキン・シザーズ（岩永亮太郎、月刊少年マガジン）
- はんぶんこのカケラ（後藤みさき、Sho-Comi）
- ハンマーセッション!（原作：小金丸大和、作画：棚橋なもしろ、週刊少年マガジン）

## ひ
- 陽あたり良好!（あだち充、週刊少女コミック）
- ピアノの森（一色まこと、週刊モーニング）
- B壱（大久保篤、月刊少年ガンガン）
- B-ウォンテッド（えぬえけい、なかよし）
- B型H系（さんりようこ、週刊ヤングジャンプ）
- PQエンジェルス（武内直子、なかよし）
- B-SHOCK!（中野純子、週刊ヤングジャンプ）
- BEASTARS（板垣巴留、週刊少年チャンピオン）
- PEACE MAKER（皆川亮二、ウルトラジャンプ）
- PEACE MAKER鐵（黒乃奈々絵、月刊コミックブレイド）
- ピーチガール（上田美和、別冊フレンド）
- ピーチボーイリバーサイド（クールたん、週刊ヤングVIP）
- P2! - let's Play Pingpong! -（江尻立真、週刊少年ジャンプ）
- B-伝説 バトルビーダマン（犬木栄治、コロコロコミック）
- 日出処の天子（山岸凉子、LaLa）
- B'T X（車田正美、月刊少年エース）
- HEAT-灼熱-（原作：武論尊、作画：池上遼一、ビッグコミックスペリオール）
- ビーナスは片想い（なかじ有紀、LaLa）
- Pなつ通り（秋元奈美、なかよし）
- Bバージン（山田玲司、ヤングサンデー）
- ビー・バップ・ハイスクール（きうちかずひろ、ヤングマガジン）
- B・B（石渡治、週刊少年サンデー）
- B.B.Joker（にざかな、lala）
- B♭のソナタ（福山庸治）
- BE FREE!（江川達也、コミックモーニング）
- BE BLUES!〜青になれ〜（田中モトユキ、週刊少年サンデー）
- 柊様は自分を探している。（西森博之、週刊少年サンデー）
- 柊小学校恋愛くらぶ（あづまゆき、コミックハイ!）
- ヒーリング・プラネット（桜野みねね、月刊少年ガンガン）
- ヒーローさんと元女幹部さん（そめちめ、ゆりひめ@ピクシブ）
- びーんず石油（DADADIDI、月刊まんがライフMOMO）
- ピエロがPO（響理奈、なかよし）
- 非科学常識ケータイくん!（瀬田ハルヒ、なかよし）
- 光とともに…（戸部けいこ、フォアミセス）
- 光のパンジー（奥村真理子、ぴょんぴょん）
- ヒカルの碁（原作：ほったゆみ、作画：小畑健、週刊少年ジャンプ）
- 彼岸島（松本光司、週刊ヤングマガジン）
- 彼岸島 最後の47日間（松本光司、週刊ヤングマガジン）
- 彼岸島 48日後…（松本光司、週刊ヤングマガジン）
- ピグマリオ（和田慎二、花とゆめ）
- ひぐらしのなく頃に 鬼隠し編（竜騎士07・鈴羅木かりん、ガンガンパワード）
- ひぐらしのなく頃に 鬼曝し編（竜騎士07・鬼頭えん、コンプエース）
- ひぐらしのなく頃に解 罪滅し編（竜騎士07・鈴羅木かりん、ガンガンパワード）
- ひぐらしのなく頃に解 目明し編（竜騎士07・方條ゆとり、月刊ガンガンWING）
- ひぐらしのなく頃に 祟殺し編（竜騎士07・鈴木次郎、月刊Gファンタジー）
- ひぐらしのなく頃に 暇潰し編（竜騎士07・外海良基、月刊少年ガンガン）
- ひぐらしのなく頃に 宵越し編（竜騎士07・みもり、月刊Gファンタジー）
- ひぐらしのなく頃に 綿流し編（竜騎士07・方條ゆとり、月刊ガンガンWING）
- 火消し屋小町（逢坂みえこ、ビッグコミックオリジナル）
- 秘拳伝説 獅子王伝（小林たつよし、コロコロコミック）
- Pico☆Pico（衛藤ヒロユキ、ゲームプレイヤーコミックス、月刊少年ギャグ王）
- 美少女戦士セーラームーン（武内直子、なかよし）
- 美食探偵 明智五郎　(東村アキコ、Cocohana)
- ヒストリエ（岩明均、アフタヌーン）
- 密・リターンズ!（八神健、週刊少年ジャンプ）
- BITTER VIRGIN（楠桂、ヤングガンガン）
- ぴたテン（コゲどんぼ、月刊電撃コミックガオ!）
- ひだまりスケッチ（蒼樹うめ、まんがタイムきららキャラット）
- 陽だまりの樹（手塚治虫）
- 陽だまりのピニュ（こがわみさき、ガンガンパワード）
- 左ききのエレン（かっぴー、ケイクス）
- 左廻しのオデット（Perico、LINEマンガ）
- ぴちぴちピッチ（花森ぴんく、なかよし）
- ヒッカツ!（矢上裕、月刊電撃コミックガオ!）
- 棺担ぎのクロ。〜懐中旅話〜（きゆづきさとこ、まんがタイムきらら）
- ビッグオーダー（えすのサカエ、月刊少年エース）
- 羊のうた（冬目景、コミックバーガー）
- ひつじの涙（日高万里、花とゆめ）
- ひでまる the soccer boy（溝渕誠、コロコロコミック）
- 秀吉でごザル!!（たなかかなこ、月刊ヤングジャンプ）
- ヒトクイ（原作：MITA、作画：太田羊羹、裏サンデー）
- ひとつ屋根の歌（いがらしゆみこ、なかよし）
- ひとひら（桐原いづみ、コミック・ハイ!）
- ひとひらの恋が降る（やぶうち優、ChuChu）
- 瞳くんすこしだけ片思い（山口ひとみ、なかよし）
- 瞳ダイアリー（小原宗夫、月刊少年ジャンプ）
- 瞳のカトブレパス（田中靖規、週刊少年ジャンプ）
- ひとりで飲めるもん!（コナリミサト、まんがタイムオリジナル）
- ひとりぼっちの太陽（原作：吉岡道夫、作画：いがらしゆみこ、なかよし）
- ひとりぼっちの地球侵略（小川麻衣子、ゲッサン）
- ひとりぼっちの○○生活（カツヲ、コミック電撃だいおうじ）
- ひなこのーと（三月、月刊コミックアライブ→コミックキューン）
- ヒナまつり（大武政夫、Fellows!）
- 飛野さんのバカ（筋肉☆太郎、GANMA!）
- 火の鳥（手塚治虫）
- 日之丸街宣女子（原作：岡田壱花、作画：富田安紀子、ジャパニズム）
- ひのまる劇場（江口寿史、週刊少年ジャンプ）
- 火ノ丸相撲（川田、週刊少年ジャンプ）
- ビビってむーちょ♥（フクシマハルカ、なかよし）
- PPPPPP（マポロ3号、週刊少年ジャンプ）
- PEEPO CHOO（フェリーペ・スミス、モーニング・ツー）
- ひまじん（重野なおき、まんがタイムジャンボ等）
- ひまわり幼稚園物語あいこでしょ!（大井昌和、月刊電撃コミックガオ!）
- ヒミズ （古谷実、ヤングマガジン）
- 秘密警察ホームズ（立神敦・犬木栄治、コロコロコミック）
- ひみつシリーズ（学研）
- ひみつ指令マシン刑事999（すがやみつる、テレビマガジン）
- ひみつ戦隊ゴレンジャーごっこ（石ノ森章太郎、週刊少年サンデー、小学五年生）
- ひみつ戦隊モモイダー（藤沢とおる、週刊ヤングジャンプ→漫革）
- 秘密 -トップ・シークレット-（清水玲子、MELODY）
- ひみつな奥さん（星崎真紀、レディースコミックYOU）
- ヒミツのアイちゃん（花緒莉、Cheese!）
- ひみつのアッコちゃん（赤塚不二夫、りぼん）
- ひみつの階段（紺野キタ、コミックFantasy）
- ひみつのゴードン博士シリーズ（山下友美、プリンセスGOLD）
- 秘密の花園（和泉かねよし、別冊少女コミック）
- 秘密の花園（萩尾望都、月刊フラワーズ）
- ひみつの花園（みなづき忍、まんがライフオリジナル）
- ヒミツの保健室（山東ユカ、ヤングキングアワーズ）
- 姫ギャル♥パラダイス（和央明、ちゃお）
- 姫様“拷問”の時間です（原作：春原ロビンソン、作画：ひらけい、少年ジャンプ+）
- 姫ちゃんのリボン（水沢めぐみ、りぼん）
- ひめはじけ（クリスタルな洋介、週刊少年サンデー）
- 干物妹!うまるちゃん（サンカクヘッド、週刊ヤングジャンプ）
- ひもの道（八潮路つとむ、週刊コミックバンチ）
- ひもろぎ守護神（緋采俊樹、週刊少年チャンピオン）
- 100日後に死ぬワニ（きくちゆうき）
- 100万回きかせてよ（おおばやしみゆき、ちゃお）
- 百目の騎士（原作：小池倫太郎、作画：村崎久都、月刊電撃コミックガオ!）
- 百鬼夜行抄 （今市子、ネムキ）
- 白虎隊 （原作：杉山義法、作画：小島剛夕）
- 白夜のナイチンゲール（原作：名木田恵子、作画：志摩ようこ、なかよし）
- ビューティー・ポップ（あらいきよこ、ちゃお）
- ピューと吹く!ジャガー（うすた京介、週刊少年ジャンプ）
- pupa（茂木清香、コミック アース・スター）
- 人間交差点（原作：矢島正雄、作画：弘兼憲史、ビッグコミックオリジナル）
- 豹と狼 ドイツ軍5号戦車1944（原作：中里融司、作画：かたやままこと、ヤングアニマル）
- ひよ子だあ〜!（室山まゆみ、なかよし）
- ピョコタンのマンガレポート（ピョコタン、ゲームラボ）
- 漂流教室（楳図かずお、週刊少年サンデー）
- ぴよぴよファミリア（愛田クレア）
- 平野と鍵浦（春園ショウ、月刊コミックジーン）
- ひらひらひゅ〜ん（西炯子、Wings）
- ビリーの森ジョディの樹（三原順、別冊花とゆめ、MIMICO）
- ビリーバーズ（山本直樹、ビッグコミックスピリッツ）
- BILLY BAT（浦沢直樹、モーニング）
- ビリオネアガール（原作：支倉凍砂、作画：桂明日香、good!アフタヌーン）
- ビリ犬（藤子不二雄A、コロコロコミック）
- ヒル（今井大輔、月刊コミック@バンチ）
- ひるドラ（大井昌和、近代麻雀オリジナル）
- ぴるぴる!（塚本ミエイ、もえよん、コミックハイ!）
- ヒロイン失格（幸田もも子、別冊マーガレット）
- ヒロインをめざせ!（小坂理絵、なかよし）
- ひろなex.（すか、まんがタイムきららMAX）
- ひろゆき、異世界でも論破で無双します（原作：高菜八期、作画：はたしま卯月、監修：ひろゆき、コミックアルナ）
- Pinkyピンク（里中満智子、なかよし）
- ピンク♥♥イノセント（桃雪琴梨、なかよし）
- ピンクなきみにブルーなぼく（惣領冬実、ちゃお）
- ピンクのイレブン（高橋千鶴、神崎あおい、なかよし）
- ピンクのカーテン（ジョージ秋山、週刊漫画ゴラク）
- BiNGO!（松村努、コロコロコミック）
- びんちょうタン（江草天仁、メガミマガジン、月刊コミックブレイド）
- ぴんとこな（嶋木あこ、Cheese!）
- ヒントでみんと!（ボマーン、まんがタイム、まんがタイムオリジナル）
- 貧乏神が!（助野嘉昭、ジャンプスクエア）
- 貧乏姉妹物語（かずといずみ、月刊サンデーGX）
- ピンポン（松本大洋、ビッグコミックスピリッツ）
- 卓球Dash!!（本田真吾、月刊少年チャンピオン）
- ピンポンラッシュ!（南マキ、別冊花とゆめ）

## ふ
- ファイアパンチ（藤本タツキ、少年ジャンプ+）
- ファイト先生（関谷ひさし、小学四年生、小学五年生、小学六年生）
- ふぁいとの暁（あおやぎ孝夫、週刊少年サンデー）
- ファイナルファンタジーXII（天羽銀、ガンガンパワード）
- ファイブ（ふるかわしおり、別冊マーガレット）
- ファイブスター物語（永野護、月刊ニュータイプ）
- 5ヤーダー（原作：小堀洋、作画：守谷哲巳、月刊少年チャンピオン）
- ファイヤー オン アイス（赤石路代、ChuChu）
- ファイヤー・ガール（才谷ウメタロウ、週刊漫画TIMES）
- 炎トリッパー（高橋留美子、週刊少年サンデー）
- ファッションリーダー今井正太郎（西山佑太、週刊少年マガジン）
- ぷあぷあ?（コンノトヒロ、別冊少年マガジン）
- ファミコンロッキー（あさいもとゆき、コロコロコミック）
- ファミコン風雲児（池原しげと、コミックボンボン）
- ファミリー・コンポ（北条司）
- ファンキー・モンキー・ティーチャー（もりやまつる、週刊ヤングマガジン）
- 異世界美少女受肉おじさんと（原作：津留崎優、作画：池澤真、サイコミ）
- 不安の種（中山昌亮、チャンピオンRED）
- フィアリーブルーの伝説（中山星香、月刊プリンセス）
- フィアンセはモンスター!?（花森ぴんく、なかよし）
- フィギュア17 つばさ&ヒカル（中平凱、コミック電撃大王）
- 風雲児たち（みなもと太郎、月刊少年ワールド→コミックトム）
- 風夏（瀬尾公治、週刊少年マガジン）
- フーシギくん（水木しげる、テレビマガジン）
- 風都探偵(原作：石ノ森章太郎、脚本：三条陸、作画：佐藤まさき、ビッグコミックスピリッツ)
- フードファイタータベル（うすた京介、少年ジャンプ+）
- 夫婦以上、恋人未満。（金丸祐基、ヤングエース）
- 夫婦な生活（おーはしるい、まんがホームなど）
- フープメン（川口幸範、週刊少年ジャンプ）
- 風流つまみ道場（ラズウェル細木、週刊漫画TIMES）
- フェアリアルガーデン（桜野みねね、マッグガーデン）
- FAIRY TAIL（真島ヒロ、週刊少年マガジン）
- FATALIZER（小林立、月刊コミックブレイド）
- Fate/stay night（西脇だっと、少年エース）
- ふおんコネクト!（ざら、まんがタイムきらら）
- 14歳（楳図かずお、ビッグコミックスピリッツ）
- 部活動（西田理英、コミックブレイドMASAMUNE）
- ふかふかダンジョン攻略記〜俺の異世界転生冒険譚〜（KAKERU、MAGCOMI）
- ぷぎゅる（コンノトヒロ、月刊マガジンZ）
- 不器用ビンボーダンス（なをををををを）
- 不協和音ラプソディ（わかつきめぐみ、LaLa）
- 復讐の教科書（原作：廣瀬俊、作画：河野慶、マガジンポケット）
- フクちゃん（横山隆一、朝日新聞、毎日新聞）
- ぷくぷく天然かいらんばん（竜山さゆり、ちゃお）
- 覆面系ノイズ（福山リョウコ、花とゆめ）
- ふしぎなメルモ（手塚治虫、小学一年生など）
- 不思議のマリア君（椎名橙、ザ花とゆめなど）
- ふしぎ遊戯（渡瀬悠宇、少女コミック）
- ふしぎ遊戯 玄武開伝（渡瀬悠宇、少女コミック）
- 武士沢レシーブ（うすた京介、週刊少年ジャンプ）
- フジ三太郎（サトウサンペイ、朝日新聞）
- 武士スタント逢坂くん!（ヨコヤマノブオ、ビッグコミックスピリッツ）
- 富士山さんは思春期（オジロマコト、漫画アクション）
- 巫女伝説（魔木子、FEEL YOUNG）
- 武心 BUSHIN（万乗大智、週刊少年サンデー）
- 武神戯曲（上田宏、月刊電撃コミックガオ!）
- 武装錬金（和月伸宏、週刊少年ジャンプ）
- ふたご座恋愛事件（さこう栄、岸本けいこ、なかよし）
- 双子の騎士（手塚治虫）
- 双子の帝國（鬼頭莫宏、月刊コミック@バンチ）
- ふたつのスピカ（柳沼行、月刊コミックフラッパー）
- 二ツ星駆動力学研究所（林健太郎、となりのヤングジャンプ）
- ふたば君チェンジ♡（あろひろし、月刊少年ジャンプ、月刊少年ジャンプオリジナル）
- ふたりエッチ（克・亜樹、ヤングアニマル・ヤングアニマル嵐）
- ふたり暮らし（柿本ケンジロウ、ヤングジャンプコミックス）
- ふたり鷹（新谷かおる、週刊少年サンデー）
- ふたりの交響詩（小室しげ子、なかよし）
- ふたりの太星（福田健太郎、週刊少年ジャンプ）
- ふたりのポプリ（わだかづよ、なかよし）
- ふたりはプリキュア（東堂いづみ、なかよし）
- ふたりべや（雪子、月刊コミックバーズ）
- ふたりモノローグ（ツナミノユウ、サイコミ）
- フダンシズム-腐男子主義-（もりしげ、ヤングガンガン）
- ぷちはうんど（ねこねこ、コミックブレイドMASAMUNE）
- 部長と社畜の恋はもどかしい（志茂、マンガよもんが）
- 普通の女子校生が【ろこどる】やってみた。（小杉光太郎、まんが4コマぱれっと）
- ブッシメン!（小野洋一郎、イブニング）
- フットボール鷹（川崎のぼる、週刊少年マガジン）
- 不動（原作：天王寺大、作画：渡辺みちお、週刊漫画ゴラク）
- 不能犯（原作：宮月新、作画：神崎裕也）
- 踏切時間（里好、月刊アクション）
- 不滅のあなたへ（大今良時、週刊少年マガジン）
- BUYUDEN（満田拓也、週刊少年サンデー）
- プライベートアイズ（野村あきこ、なかよし）
- プライベート・プリンス（円城寺マキ、プチコミック）
- ふらいんぐうぃっち（石塚千尋、別冊少年マガジン）
- ふらいんぐ♥人魚姫（陣名まい、ちゃお）
- FLAGMAN（原作：相場英雄、作画：中山昌亮、ビッグコミックオリジナル増刊号）
- +ANIMA（迎夏生、月刊電撃コミックガオ!）
- プラスチック解体高校（日本橋ヨヲコ、週刊ヤングマガジン）
- +チック姉さん（栗井茶、ヤングガンガン）
- BLACK OUT（原作：キサラギリュウ、作画：朝基まさし、週刊少年マガジン）
- プラスマイナス大爆発（里中満智子、なかよし）
- ブラックアリス（なかむらさとみ、ちゃおデラックス、ちゃおデラックスホラー、ちゃお）
- ブラック・エンジェルズ（平松伸二、週刊少年ジャンプ）
- BLACK CAT（矢吹健太朗、週刊少年ジャンプ）
- ブラッククローバー（田畠裕基、週刊少年ジャンプ）
- ブラック・ジャック（手塚治虫、週刊少年チャンピオン）
- ブラックジャックによろしく（佐藤秀峰、週刊モーニング）
- ブラックチャンネル（きさいちさとし、月刊コロコロコミック）
- BLACK TORCH（タカツキヨシ、ジャンプスクエア）
- ブラック・ラグーン（広江礼威、サンデーGX）
- FLASH!（さとう智子、FEEL YOUNG）
- プラチナ（かわすみひろし、モーニング）
- ぶらっでぃー・まりー（高瀬綾、なかよし）
- BLOODY MONDAY（原作：龍門諒、作画：恵広史、週刊少年マガジン）
- BLOOD ALONE（高野真之、月刊電撃大王）
- ブラッドハーレーの馬車（沙村広明、マンガ・エロティクス・エフ）
- プラネテス（幸村誠、週刊モーニング）
- ブラパ THE BLACK PARADE（緑のルーペ、ヤングガンガン）
- ブラボー♥ベースボール（松島裕子、なかよし）
- BLAME!（弐瓶勉、月刊アフタヌーン）
- プラモ天才エスパー太郎（斉藤栄一、コロコロコミック）
- プラレス3四郎（原作：牛次郎、作画：神矢みのる、週刊少年チャンピオン）
- フラワー=デストロイヤーシリーズ（那州雪絵、花とゆめ、花ゆめEPO）
- フリージア（松本次郎、月刊IKKI）
- フリージング（林達永、金光鉉、コミックヴァルキリー）
- プリーズMr.ポストマン（山下友美、プリンセスGOLD）
- BLEACH （久保帯人、週刊少年ジャンプ）
- BRIGADOON まりんとメラン（渡瀬のぞみ）
- ブリザードアクセル（鈴木央、週刊少年サンデー）
- ブリザードYuki（原案:吉岡平、漫画:安西真、少年エース）
- 監獄学園（平本アキラ、週刊ヤングマガジン）
- 振袖いちま（須藤真澄、コミックFantasy他）
- ふりだしにおちる!（むっしゅ、月刊コミック電撃大王）
- プリティ・グッド（ひうらさとる、なかよし）
- プリティフェイス（叶恭弘、週刊少年ジャンプ）
- プリティ・ママがライバル!（吉田美紀子、まんがホーム）
- プリ☆ハニ（秋元奈美、なかよし）
- ぷりぷり県（吉田戦車、ビッグコミックスピリッツ）
- プリプリちぃちゃん!!（篠塚ひろむ、ちゃお）
- ブリリアントな魔法（宮脇ゆきの、ちゃお）
- プリンセスナイン 如月女子高野球部（たかみね駆）
- プリンセスVer.1（宮脇ゆきの、ちゃお）
- プリンセス・プリンセス（つだみきよ、月刊ウィングス）
- プリンセスプリンちゃん（古谷三敏、なかよし）
- プリンセスメゾン（池辺葵、やわらかスピリッツ）
- フルーツバスケット（高屋奈月、花とゆめ）
- blue（魚喃キリコ、コミック アレ!）
- BLUE（千葉コズエ、Sho-Comi）
- BLUE（山本直樹、ビッグコミックスピリッツ）
- ふるーつメイド（寺本薫、もえよん、まんがタウンオリジナル）
- PLUTO（浦沢直樹、原作：手塚治虫、ビッグコミックオリジナル）
- BLUE DRAGON ラルΩグラド（原作：鷹野常雄、作画：小畑健、週刊少年ジャンプ）
- BLUE DROP（吉富昭仁、電撃コミックガオ!→チャンピオンRED）
- ぶるうピーター（小山田いく、週刊少年チャンピオン）
- ブルーピリオド（山口つばさ、月刊アフタヌーン）
- ブルーロック（原作: 金城宗幸、作画: ノ村優介）
- ふるさと（矢口高雄、漫画アクション）
- ブルジョワジーの密かな愉しみ（原田智子、FEEL YOUNG）
- フルドライブ（小野玄暉、週刊少年ジャンプ）
- 満月をさがして（種村有菜、りぼん）
- BREAK-AGE（馬頭ちーめい・STUDIOねむ、月刊アスキーコミック→月刊コミックビーム）
- ブレイクショット（前川たけし、週刊少年マガジン）
- ブレイクダウン（さいとう・たかを、週刊少年サンデー）
- ブレイク ブレイド（吉永裕ノ介、月刊少年ブラッド→FlexComixブラッド）
- BRAVE10（霜月かいり、コミックフラッパー）
- プレイボール（ちばあきお、週刊少年ジャンプ）
- 無頼男 -ブレーメン-（梅澤春人、週刊少年ジャンプ）
- プレゼント（たておか夏希、なかよし）
- プレゼント・フロム LEMON（桂正和、週刊少年ジャンプ）
- Bread & Butter（芦原妃名子、Cocohana）
- ブレンド・S（中山幸、まんがタイムきららキャラット）
- 玄人のひとりごと（中島徹、ビッグコミックオリジナル）
- プロミス・シンデレラ（橘オレコ、マンガワン）
- プロレススーパースター列伝（原作:梶原一騎、作画:原田久仁信、週刊少年サンデー）
- プロレス・スターウォーズ（原作:原康史、作画:みのもけんじ、月刊フレッシュジャンプ）
- ふわふわポリス（西炯子、月刊フラワーズ）
- ふわり!どんぱっち（澤井啓夫、最強ジャンプ）
- 文学処女（中野まや花、LINEマンガ）
- BUNGO -ブンゴ-（二宮裕二、週刊ヤングジャンプ）
- 文豪の食彩（原作：壬生篤、作画：本庄敬、食漫）
- ふんじゃかじゃん（天広直人、まんたんブロード）
- 紛争でしたら八田まで（田素弘、モーニング）

## へ
- ベイビーステップ (勝木光、週刊少年マガジン)
- ベイビィLOVE(椎名あゆみ、りぼん)
- 平成義民伝説 代表人（木多康昭、週刊少年マガジン）
- Hey!リキ（原案：高橋ヒロシ、作画：永田晃一、月刊少年チャンピオン）
- ペコロス（シバユウスケ、増刊ヤングガンガンビッグ→月刊ビッグガンガン）
- べーしっ君（荒井清和、ログイン）
- VECTOR BALL（雷句誠、週刊少年マガジン）
- × -ペケ-（新井理恵、別冊少女コミック）
- ×組通信（波間信子、なかよし）
- べしゃり暮らし（森田まさのり、週刊少年ジャンプ→週刊ヤングジャンプ）
- ベスト・フレンド（原田智子、FEEL YOUNG）
- ペスよおをふれ（山田えいじ、なかよし）
- ヘタコイ（中野純子、週刊ヤングジャンプ）
- ヘタッピマンガ研究所R（村田雄介、週刊少年ジャンプ）
- BECK（ハロルド作石、月刊少年マガジン）
- ペナントレース やまだたいちの奇蹟（こせきこうじ）
- HEAVEN'S WILL（高宮智、ChuChu）
- へべれけ（うっちー、ファミリーコンピュータMagazine）
- 紅色HERO（高梨みつば、別冊マーガレット）
- ベムベムハンターこてんぐテン丸（かぶと虫太郎、コミックボンボン）
- Helck（七尾ナナキ、裏サンデー）
- ベルサイユオブザデッド（スエカネクミコ、ヒバナ→MangaONE）
- ベルサイユのばら（池田理代子、マーガレット）
- HELLSING（平野耕太、ヤングキングアワーズ）
- 地獄戦士魔王（苅部誠、週刊少年ジャンプ）
- ベル☆スタア強盗団（伊藤明弘）
- べるぜバブ（田村隆平、週刊少年ジャンプ）
- ベルセルク（三浦建太郎、ヤングアニマル）
- ヘルドクターくられの科学はすべてを解決する!!（科学監修：くられ、原作：○○の主役は我々だ!、作画：加茂ユウジ、コミックフラッパー）
- ヘルプマン!（くさか里樹、イブニング→週刊朝日）
- V・B・ローズ（日高万里、花とゆめ）
- ベルモンド Le VisiteuR（石岡ショウエイ、週刊少年ジャンプ）
- へろへろくん（かみやたかひろ、コミックボンボン）
- ペンギン探偵団（猫部ねこ、なかよし）
- 弁護士のくず（井浦秀夫、ビッグコミックオリジナル）
- 編集王（土田世紀、ビッグコミックスピリッツ）
- 変女 〜変な女子高生 甘栗千子〜（此ノ木よしる、ヤングアニマルアイランド→ヤングアニマル）
- 変身OLアラシ（目白花子、FEEL YOUNG）
- ヘンテコ忍者 いもがくれチンゲンサイ様（小栗かずまた、最強ジャンプ）
- 弁天様には言わないで（鶴田洋久、ビジネスジャンプ→エクストラビージャン）
- へんな子ちゃん（赤塚不二夫、りぼん、週刊女性）
- 便利屋斎藤さん、異世界に行く（一智和智、ComicWalker）

## ほ
- ボイス坂（高遠るい、スーパーダッシュ&ゴー!）
- ホイッスル!（樋口大輔、週刊少年ジャンプ）
- ぼいトレ!（PONPON、コミック0EX）
- 防衛漫玉日記（桜玉吉、コミックビーム）
- 放課後さいころ倶楽部（中道裕大、ゲッサン）
- 放課後すとりっぷ（若鶏にこみ、まんがタイムきらら）
- 放課後チルドレン（おおばやしみゆき、ちゃお）
- 放課後ていぼう日誌（小坂泰之、月刊ヤングチャンピオン烈）
- 放課後のトラットリア（原作：橙乃ままれ、作画：水口鷹志、FlexComixブラッド、COMIC メテオ）
- 放課後保健室（水城せとな、月刊プリンセス）
- 忘却の旋律（原作：GJK、作画：片倉真二、月刊少年エース）
- 忘却バッテリー（みかわ絵子、少年ジャンプ+）
- 冒険してもいい頃（みやすのんき、ビッグコミックスピリッツ）
- 冒険どきの私達伝説（花見沢Q太郎、ウルトラジャンプ）
- 冒険王ビィト（原作：三条陸、作画：稲田浩司、月刊少年ジャンプ→ジャンプSQ.CROWN）
- 亡国のイージス（福井晴敏・横山仁、モーニング）
- 砲神エグザクソン（園田健一、月刊アフタヌーン）
- 封神演義（藤崎竜、週刊少年ジャンプ）
- BOZEBEATS（平野稜二、週刊少年ジャンプ）
- 宝石の国（市川春子、月刊アフタヌーン）
- 亡装遺体ネクロマン（松本久志、ヒーロークロスライン）
- 訪問者（萩尾望都、プチフラワー）
- 亡霊学級（つのだじろう、少年チャンピオン）
- 吼えろペン（島本和彦、月刊サンデーGX）
- BØY -ボーイ-（梅澤春人、週刊少年ジャンプ）
- BOYSエステ（真崎総子、デザート）
- ボーイズ・オン・ザ・ラン（花沢健吾、ビッグコミックスピリッツ）
- Boy'sたいむ（藤凪かおる、まんがタイムジャンボ）
- BOYS BE…（原作：イタバシマサヒロ、作画：玉越博幸、週刊少年マガジン）
- ボーイフレンド（森田ゆき、ちゃお）
- ボーイフレンド（山田デイジー、なかよし）
- ぽーきゅぱいん（ひうらさとる、なかよし）
- ポーの一族（萩尾望都、別冊少女コミック、月刊flowers）
- ホームルーム（千代、コミックDAYS）
- ホーリーランド（森恒二、ヤングアニマル）
- ホールインワン（鏡丈二・金井たつお、週刊少年ジャンプ）
- ボールパークでつかまえて!（須賀達郎、モーニング）
- ボールルームへようこそ（竹内友、月刊少年マガジン）
- HAUNTEDじゃんくしょん（夢来鳥ねむ、月刊電撃コミックガオ!）
- ボクガール（杉戸アキラ、週刊ヤングジャンプ）
- 撲殺天使ドクロちゃん（原作：おかゆまさき、作画：桜瀬みつな、月刊電撃コミックガオ!）
- BOX 暗い箱（原作：狩撫麻礼、作画：池上遼一、ビッグコミック）
- 僕だけがいない街（三部けい、ヤングエース）
- ぼくたちの疾走（山本おさむ、漫画アクション）
- ぼくたちの卒業（宮脇ゆきの、ちゃお）
- 僕達は知ってしまった（宮坂香帆、Cheese!）
- ぼくたちはDRYじゃない（飛鳥あると、なかよし）
- 僕たちは繁殖をやめた（さおとめやぎ、マガジンポケット）
- ぼくたちは勉強ができない（筒井大志、週刊少年ジャンプ）
- ぼくと姉とオバケたち（押切蓮介、まんがライフオリジナル）
- 僕と彼女の×××（森永あい、月刊コミックブレイド）
- 僕と君の間に（鈴木央、ウルトラジャンプ）
- 北斗の拳（原作：武論尊、漫画：原哲夫、週刊少年ジャンプ）
- 北斗の拳 イチゴ味（原案：武論尊・原哲夫、シナリオ：河田雄志、作画：行徒妹、WEBコミックぜにょん）
- 僕とロボコ（宮崎周平、週刊少年ジャンプ）
- ぼくの家庭教師（師走冬子、まんがライフ）
- ぼくの彼女はウエートレス（重野なおき、まんがホーム）
- 僕のスーパーハーレム銭湯 〜乙女のなかに男は僕だけ〜（鳳まひろ、コミックマグナム）
- ぼくの地球を守って（日渡早紀、花とゆめ）
- ぼくのとなりに暗黒破壊神がいます。（亜樹新、月刊コミックジーン）
- 僕の姉ちゃん（益田ミリ、anan）
- 僕の初恋をキミに捧ぐ（青木琴美、少女コミック）
- 僕のヒーローアカデミア（堀越耕平、週刊少年ジャンプ）
- ボクの婚約者（弓月光、月刊少年ジャンプ）
- ボクのプラチナレディー（八神千歳、ちゃお）
- ぼくのマリー（竹内桜、週刊ヤングジャンプ）
- ぼくのわたしの勇者学（麻生周一、週刊少年ジャンプ）
- 僕は妹に恋をする（青木琴美、少女コミック）
- 僕はキスで嘘をつく（藤間麗、Cheese!）
- ぼくはこのまま帰らない（内田一奈、ミッシィコミックス）
- 僕は恥っこが好き（若井ケン、ガンガンONLINE）
- ぼくは麻理のなか（押見修造、漫画アクション）
- 僕等がいた（小畑友紀、Betsucomi）
- ぼくらの（鬼頭莫宏、月刊IKKI）
- ぼくらのカプトン（あずまよしお、ゲッサン）
- ぼくらの血盟（かかずかず、週刊少年ジャンプ）
- ぼくらの推理ノートシリーズ（原作：夏緑、作画：井上いろは・祥寺はるか、月刊少年ギャグ王）
- ぼくらのへんたい（ふみふみこ、月刊COMICリュウ）
- 僕らはみんな生きている（原作：一色伸幸、作画：山本直樹、ビッグコミックスピリッツ）
- 僕らはみんな河合荘（宮原るり、ヤングキングアワーズ）
- ぼくんち（西原理恵子、ビッグコミックスピリッツ）
- ぽけっとタマちゃん（いでえいじ、まんがくらぶオリジナル、まんがライフ）
- ポケット・パーク（八木ちあき、なかよし）
- ポケットモンスターSPECIAL（シナリオ：日下秀憲、漫画：真斗・山本サトシ）
- ポケットモンスター チャモチャモ☆ぷりてぃ♪（月梨野ゆみ、ちゃお）
- ポケットモンスター PiPiPi★アドベンチャー（月梨野ゆみ、ちゃお）
- 保健室の死神（藍本松、週刊少年ジャンプ）
- ポコニャン（藤子・F・不二雄、希望の友）
- ほしいのはひとつだけ（高瀬綾、なかよし）
- 星上くんはどうかしている（アサダニッキ、デザート）
- 星屑テレパス（大熊らすこ、まんがタイムきらら）
- 星屑ファンタジー（原ちえこ、なかよし）
- 星と旅する（石沢庸介、少年マガジンR）
- 星の王子さま（漫☆画太郎、少年ジャンプ+）
- 星のカービィ（さくま良子、小学1〜3年生）
- 星のカービィ デデデでプププなものがたり（ひかわ博一、コロコロコミック）
- 惑星のさみだれ（水上悟志、ヤングキングアワーズ）
- 星の島のるるちゃん（ふくやまけいこ、なかよし）
- 星の瞳のシルエット（柊あおい、りぼん）
- 星野、目をつぶって。（永椎晃平、週刊少年マガジン）
- 星のローカス（小山田いく、月刊少年チャンピオン）
- 星をつかみそこねる男（水木しげる、月刊漫画ガロ）
- ホタルノヒカリ（ひうらさとる、Kiss）
- 蛍火の杜へ（緑川ゆき、LaLa DX）
- ポチクロ（松本直也、少年ジャンプ+）
- ぼっけさん（西義之、週刊少年ジャンプ）
- 墨攻（脚本：久保田千太郎、作画：森秀樹、ビッグコミック）
- ぼっち・ざ・ろっく!（はまじあき、まんがタイムきららMAX）
- ホットギミック（相原実貴、Betsucomi）
- ほっとけ!コジゾウくん（のむらしんぼ、コロコロコミック）
- ホットマン（きたがわ翔、週刊ヤングジャンプ）
- 熱烈台風娘（立川恵、なかよし）
- ホットロード（紡木たく、別冊マーガレット）
- ほっぺにチューボー!（原作：夏川涼香、作画：おおうちえいこ、なかよし）
- B.O.D.Y（美森青、別冊マーガレット）
- ボディガード牙（原作：梶原一騎、画：中城健、週刊サンケイ）
- ボディコン主婦と生活（塚本知子、FEEL YOUNG）
- ぽてとちっぷ（竹田真理子、なかよし）
- ぽてまよ（御形屋はるか、もえよん、コミックハイ!）
- HOTEL（石ノ森章太郎）
- ホテル探偵DOLL（さいとう・たかを、ビッグコミック増刊）
- ホテル・ハイビスカス（仲宗根みいこ）
- 骨が腐るまで（内海八重、マンガボックス）
- 炎の転校生（島本和彦、週刊少年サンデー）
- 炎の闘球児 ドッジ弾平（こしたてつひろ、コロコロコミック）
- ほのかLv.アップ!（原作：太田顕喜、作画：MATSUDA98、月刊電撃コミックガオ!）
- 仄見える少年（原作:後藤冬吾、作画:松浦健人、週刊少年ジャンプ）
- ぼのぼの（いがらしみきお、まんがくらぶ、まんがライフ）
- ポプテピピック（大川ぶくぶ、まんがライフWIN）
- ほほえみ白書（佐藤まり子、なかよし）
- ほほかベーカリー（ボマーン、まんがタウンオリジナル、まんがタウン）
- ポポ缶（いわさきまさかず、月刊電撃コミックガオ!）
- ボボボーボ・ボーボボ（澤井啓夫、週刊少年ジャンプ）
- ホムンクルス（山本英夫、ビッグコミックスピリッツ）
- ポヨポヨ観察日記（樹るう、まんがライフオリジナル、まんがライフ、まんがライフMOMO）
- PS -羅生門-（原作：矢島正雄、作画：中山昌亮、ビッグコミックオリジナル）
- XXXHOLiC（CLAMP、週刊ヤングマガジン）
- ボルガを越えて（星川とみ、なかよしデラックス）
- ホレンテ島の魔法使い（谷津、まんがタイムきららMAX）
- ポロの留学記　（権平ひつじ、週刊少年ジャンプ）
- What's Michael?（小林まこと、モーニング）
- ポンコツちゃん検証中（福地翼、週刊少年サンデー）
- 本日の猫事情（いわみちさくら、フィールヤング）
- 本日のバーガー（原作：花形怜、作画：才谷ウメタロウ、週刊漫画TIMES）
- ボンジュール・ベースボール（中山星香）
- ぼ・ん・ど（あずまよしお、月刊少年マガジン）
- PON!とキマイラ（浅野りん、月刊少年ガンガン）
- ほんとのかのじょ（今村陽子、ひらり、）
- ボンボン坂高校演劇部（高橋ゆたか、週刊少年ジャンプ）
- ボンボンビザール〜よく効く恋のおまじない〜（原案：ゼネラル・エンタテイメント、脚本：とおやましゅうこ、作画：白沢まりも、なかよし）